# Pierre de Beaupoil de Saint-Aulaire
Pour les autres membres de la famille, voir Famille de Beaupoil de Saint-Aulaire.
Pierre de Beaupoil de Saint-Aulaire (né vers 1700 à Périgueux et mort le 11 janvier 1751) est un ecclésiastique qui fut évêque de Tarbes de 1740 à 1751.

## Biographie
Pierre de Beaupoil de Saint-Aulaire est issu d'une des nombreuses lignées qui constituent la famille de Beaupoil de Saint-Aulaire. Il est le fils de François-Antoine, seigneur du Pavillon, et de Anne du Puy de la Forest. Deux de ses lointains cousins seront également évêques : André-Daniel de Beaupoil de Saint-Aulaire à Tulle et Martial-Louis de Beaupoil de Saint-Aulaire à Poitiers.
Destiné à l'Église et licencié de théologie de la Sorbonne, il est déjà chanoine de la cathédrale Saint-Front de Périgueux, grand archidiacre et vicaire général du diocèse de Périgueux pourvu en commende de l'abbaye Saint-Pierre-ès-Liens à Tourtoirac de 1730 à sa mort.
Il est nommé évêque de Périgueux en 1740, confirmé le 19 décembre et consacré le 5 mars suivant par l'archevêque de Sens. Prélat rigoureux, il tente d'imposer à son clergé des règles de discipline contraignantes, ce qui incite des membres de son chapitre à porter l'affaire devant le Parlement de Bordeaux. Le roi doit intervenir pour éviter le procès et l'évêque annule ses ordonnances. Il est présent à l'assemblée de la province ecclésiastique d'Auch qui le désigne comme député à l'Assemblée du clergé de 1750. Il meurt l'année suivante à Tarbes et est inhumé dans la cathédrale. Son frère cadet Marc-Antoine lui succède comme abbé de Saint-Pierre-ès-Liens jusqu'à sa propre mort en 1774.